# علي شلق
علي محمد شلق أديب لبناني ولد في كفريا بطرابلس لبنان عام 1915 وتلقى تعليمه في كفريا وطرابلس.تخرج من الأزهر بالقاهرة، ثم نال الدكتوراه في الأدب العربي من جامعة السوربون في باريس وكان موضوع أطروحته: «أبو نواس شاعر الاباحية. عمل مدرّساً في سوريا ولبنان، وأسهم في العديد من البرامج الإذاعية والصحفية والمسرحية.
توفي في 23 أيار 2008.

## نشاطاته
- عضو "جمعية النقد الأدبي"
- أسّس صالوناً أدبياً أسبوعياً في بلدته كفريا، حيث استقبل العديد من الشعراء والمفكرين،
- يتميز بثقافته الموسوعية، وتعمقه في اللغة العربية، وبلاغة أسلوبه الكتابي.

## مؤلفاته
- أبو نواس بين التخطي والالتزام- أطروحة الدكتوراه - دراسة.
- ابن الرومي في الصورة والوجود- دراسة.
- ابن الرومي ملامح وأبعاد- دراسة.
- القبلة في الشعر العربي- دراسة.
- الأدب العربي الحديث- دراسة.
- جميل بثينة- دراسة.
- ذات الشعر الأحمر- قصص.
- هارب من باريس- قصص.
- تلفت اليمام- شعر.
- محمد- ملحمة شعرية.
- الحرب يا عرب.
- وادي النمل- مسرحية.
- جابر بن حيان- مسرحية.
- أبو بكر الرازي- مسرحية.
- بيتهوفن (بالاعتماد على مؤلفي- رومان رولاند- وادوار).
- وجه لبنان. ملامح وذكريات

## وفاته
توفي الاديب علي شلق في 13 مايو 2008 عن عمر يناهز 93 سنة .